# ゲオルク (メクレンブルク＝シュトレーリッツ大公)
ゲオルク（Georg, 1779年8月12日 - 1860年9月6日）は、メクレンブルク＝シュトレーリッツ大公国の大公（在位：1816年 - 1860年）。カール2世の三男。全名はゲオルク・フリードリヒ・カール・ヨーゼフ（Georg Friedrich Karl Joseph）。

## 来歴
ゲオルクは1779年8月12日、メクレンブルク＝シュトレーリッツ公カール2世とその最初の妃であったヘッセン＝ダルムシュタット方伯子ゲオルク・ヴィルヘルムの娘フリーデリケ・カロリーネ・ルイーゼ（1752年 - 1782年）の間に第八子としてハノーファーで生まれた。
1806年には、父の名代としてフランス皇帝ナポレオン1世との交渉にあたり、メクレンブルク＝シュトレーリッツのライン同盟参加に合意した。ナポレオン没落後のウィーン会議にも参加し、ここでは義兄フリードリヒ・ヴィルヘルム3世の支持もあってメクレンブルク＝シュトレーリッツは大公国へと陞格した。
1816年11月6日にカール2世が歿すると、ゲオルクは大公位に即いた。彼の治世、宮殿の改修や教育制度の改善、農奴の解放などが進んだ。しかしゲオルクは自由主義に対して終始否定的であり、1849年の憲法も拒否している。
1860年9月6日、ゲオルクはノイシュトレーリッツ近郊のシュヴァイツァーハウス（ブランデンブルク州）で死去した。大公位は長男のフリードリヒ・ヴィルヘルムが嗣いだ。

## 子女
ゲオルクは1817年8月12日にヘッセン＝カッセル＝ルンペンハイム方伯フリードリヒ3世の娘マリー（1796年 - 1886年）とカッセルで結婚した。彼女との間には以下の二男二女をもうけた。
- カロリーネ・ルイーゼ・マリー・フリーデリケ・テレーゼ・シャルロッテ・ヴィルヘルミーネ・アウグステ （1818年 - 1842年）
- フリードリヒ・ヴィルヘルム・カール・ゲオルク・エルンスト・アドルフ・グスタフ （1819年 - 1904年） - メクレンブルク＝シュトレーリッツ大公
- カロリーネ・シャルロッテ・マリアンネ （1821年 - 1876年） - デンマーク王太子フレデリク妃
- ゲオルク・アウグスト・エルンスト・アドルフ・カール・ルートヴィヒ （1824年 - 1876年）